# فالديمار ريفيرا توريس
فالديمار ريفيرا توريس (بالإنجليزية: Waldemar Rivera Torres)‏ هو سياسي أمريكي، ولد في 31 ديسمبر 1969. حزبياً، نشط في Popular Democratic Party (Puerto Rico) ‏.